# یان پیترسه
یان پیترسه (ایتالیایی: Jan Pieterse؛ زادهٔ ۲۹ اکتبر ۱۹۴۲) دوچرخه‌سوار اهل هلند است که در بازی‌های المپیک تابستانی ۱۹۶۴ در مسابقات تیمی ۱۰۰ کیلومتر مردان در کنار بارت زوت، اورت دولمن و گربن کارستنس مدال طلا را به دست آورد. در همان المپیک او در رقابت جاده انفرادی مردان به مقام چهل و دوم رسید.
وی در مسابقات کشوری و بین‌المللی در مجموع برندهٔ ۱ مدال طلا شده است.